# The Young Veins

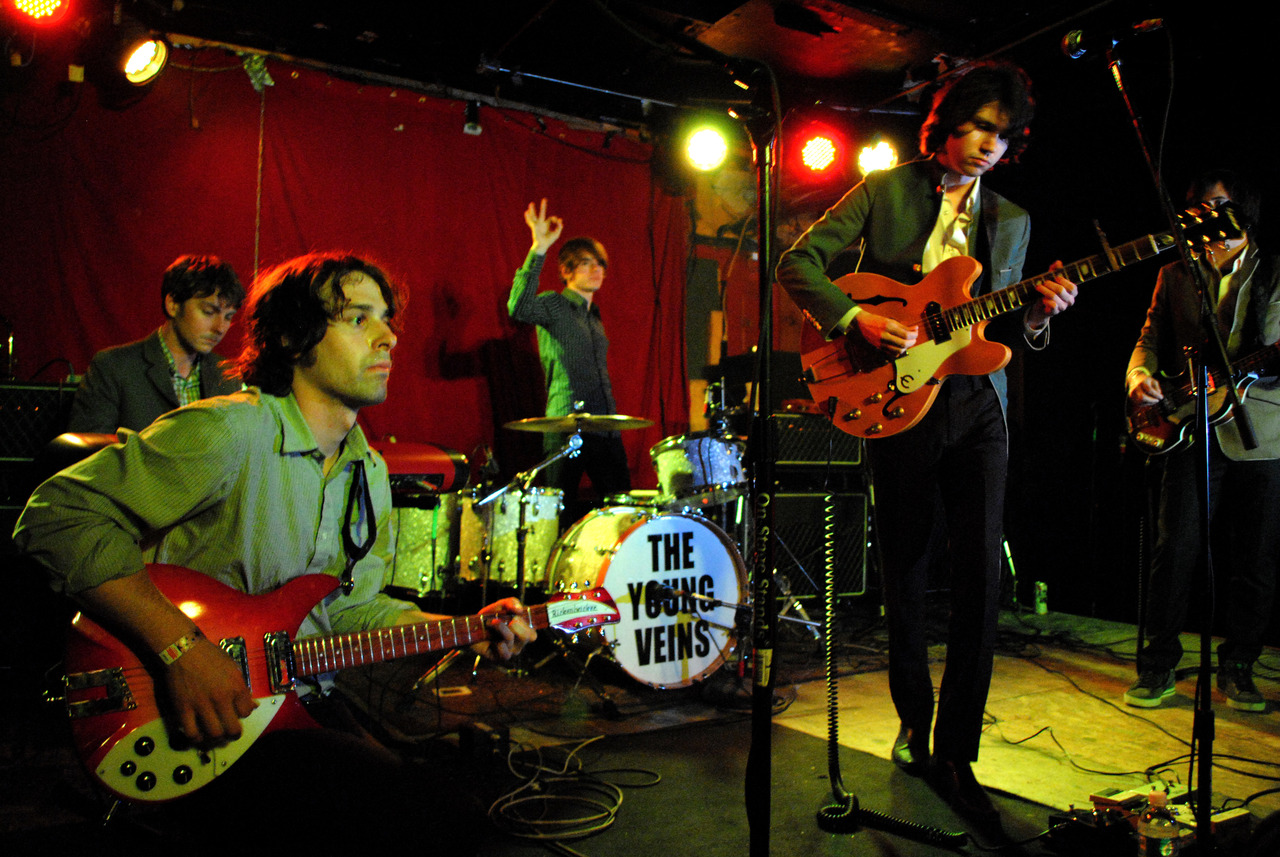
The young veins - Viver concerto

The Young Veins é uma banda de rock de Echo Park, California. Os integrantes da banda são Ryan Ross e Jon Walker, dois antigos membros da banda de Las Vegas, Panic! at the Disco, juntamente com o baixista Andy Soukal, o baterista Nick Murray e o tecladista Nick White.

## História
6 de Julho, 2009. Ryan Ross e Jon Walker deixaram a Panic! at the Disco, citando diferenças de foco como o motivo da partida. Logo depois, foi anunciado que o novo projeto deles seria uma banda de rock com tendências "retro";  chamada The Young Veins - a música "Change" estreada em uma página do MySpace e seu primeiro álbum, Take a Vacation!, foi anunciado. No final de 2009 3 membros adicionais se juntaram a banda: Nick Murray na bateria, Andy Soukal no baixo, e Nick White no teclado. Três músicas de Take a Vacation! foram lançadas como singles em Abril e Maio de 2010, e o álbum, por completo, em Junho de 2010.